# Arthur Piaget
Arthur Piaget (Yverdon-les-Bains, 25 de noviembre de 1865-Neuchâtel, 15 de abril de 1952) fue un historiador, profesor y archivero suizo.

## Trayectoria
Fue hijo de Frédéric Piaget, un director de una fábrica de relojes. Piaget inició sus estudios en Lausana y Neuchâtel y los continuó en París. Obtuvo su doctorado en 1888 en Ginebra sobre Martin Le Franc y luego estudió Historia y Filología en la École Pratique des Hautes Études en París. De 1895 a 1938 fue el primer profesor de lenguas romances y literatura en la universidad de Neuchâtel y también el primer director de la misma. De 1898 a 1935 trabajó como archivista de Estado. De 1902 a 1949 editó la revista Musée Neuchátel (hoy Revue historique Neuchâteloise).
Arthur Piaget, se casó en 1895 con la profesora Rebecca Suzanne Jackson. Fueron padres del epistemólogo y psicólogo Jean Piaget.